# Ынырга (село)
Ынырга — село в Чойском районе Республики Алтай России. Административный центр Ыныргинского сельского поселения, с. Красносельск. Название, возможно, образовано от гл. ыныр ʻскрипеть; -гы – афф. прич. прош. вр.

## География
Расположено к востоку от Горно-Алтайска, в долине реки Саракокши, в месте впадения реки Ынырги.

## Население
| 2010 | 2011 | 2012 | 2013 | 2014 | 2015 | 2016 |
| ---- | ---- | ---- | ---- | ---- | ---- | ---- |
| 478  | →478 | ↘476 | ↗488 | ↗508 | ↗515 | ↗516 |

Национальный состав
Согласно результатам переписи 2002 года, в национальной структуре населения русские составляли 82 % от общей численности населения в 531 жителя

## История
Село основано в 1850 году.

## Инфраструктура
Администрация Ыныргинского сельского поселения.
МОУ Ыныргинская средняя общеобразовательная школа.
Детский сад «Солнышко»

## Транспорт
Просёлочные дороги.